# Lajka Island
Lajka Island (englisch; russisch Остров Лайка Ostrow Laika) ist eine Insel vor der Knox-Küste des ostantarktischen Wilkeslands. Sie liegt im Gebiet der Bunger-Oase.
Wissenschaftler einer sowjetischen Antarktisexpedition kartierten sie 1956. Benannt ist sie nach der Hündin Laika, die 1957 bei der sowjetischen Sputnik-2-Mission als erstes Lebewesen vom Menschen gezielt in eine Umlaufbahn um die Erde befördert wurde. Das Antarctic Names Committee of Australia übertrug die russische Benennung ins Englische.